# Bobby folk
Bobby folk è il settimo album discografico di Bobby Solo, pubblicato nell'autunno del 1969.

## Descrizione
Come indica il titolo stesso, l'album racchiude alcune versioni di canzoni folk americane tradotte in italiano, con alcune eccezioni (cioè due brani originali che ricalcano il genere e due canzoni dal repertorio francese).
Il disco è stato prodotto ed arrangiato da Detto Mariano.
Tra gli autori è da ricordare Francesco Guccini, che traduce Mrs. Robinson; sull'etichetta sono riportati come autori originali Simon & Garfunkel, mentre in realtà l'autore originale è il solo Paul Simon, ma vi è un altro errore nel disco: è infatti indicata la canzone Era negro, cover di In the ghetto con testo italiano scritto da Sergio Bardotti, ma la traccia del disco è, in realtà, in inglese con il testo originale (portato al successo da Elvis Presley).
Portami con te è la cover di Fly Me to the Moon, successo di Bart Howard.
Alcune canzoni erano già state incise da altri artisti: Lo straniero qualche mese prima dal suo autore original Moustaki, mentre Nulla di me dal complesso I Fuggiaschi e Mrs. Robinson da I Royals.
La copertina raffigura Bobby Solo con una chitarra acustica in spalla.
Dal disco vennero tratti i 45 giri Argento e blu/Jean, pubblicato a gennaio 1970, e Addio Angelina/La fiera del perdono, pubblicato in primavera.
Il disco non ebbe grossi riscontri di vendita; è stato comunque ristampato in CD dalla BMG nel 1999.
Fu l'ultimo album non raccolta di Bobby Solo per la Ricordi.

## Tracce
Lato A
1. Jean - (testo italiano di Bruno Lauzi; testo originale e musica di Rod Mc Kuen) - 3:11
2. La fiera del perdono - (testo italiano di Franco Boldrini; testo originale e musica di Paul Simon ed Art Garfunkel) - 3:04
3. Addio Angelina - (testo italiano di Luigi Albertelli; testo originale e musica di Bob Dylan) - 3:25
4. Quanto t'amo - (testo italiano di Bruno Lauzi; testo originale e musica di Jean Marie Renard e Claude Gilles Thibault) - 3:12
5. Nulla di me - (testo italiano di Don Backy; testo originale e musica di Dave Guard, Nick Reynolds, Bob Shane) - 3:02
6. In The Ghetto (Era Negro) - (testo italiano di Sergio Bardotti, testo originale e musica di Morris Mac Davis) - 2:58

Lato B
1. È inutile sedersi e domandarsi - (testo italiano di Mogol e Vito Pallavicini; testo originale e musica di Bob Dylan) - 3:05
2. Lo straniero - (testo italiano di Bruno Lauzi; testo originale e musica di Georges Moustaki) - 3:02
3. Mrs. Robinson - (testo italiano di Francesco Guccini; testo originale e musica di Paul Simon) - 3:52
4. Senti come ride - (testo di Ascri e Luigi Albertelli; musica di Enrico Ciacci e Roberto Satti) - 3.08
5. Portami con te - (testo italiano di Mimma Gaspari; testo originale e musica di Bart Howard) - 3:08
6. Argento e blu - (testo di Bruno Lauzi; musica di Detto Mariano e Roberto Satti) - 3:37